# Curzio
Curzio  è un nome proprio di persona italiano maschile.

## Varianti
- Femminili: Curzia

### Varianti in altre lingue
- Catalano: Curci[4], Curt[4]
- Latino: Curtius[2][3]
  - Femminili: Curtia
- Spagnolo: Curcio[4]

## Origine e diffusione
Deriva dall'antico gentilizio romano Curtius, derivato dal soprannome Curtus, cioè "corto" (nel senso di "monco", privo di qualche arto). Può inoltre rappresentare una forma italianizzata di Kurt, una variante tedesca del nome Corrado.
È maggiormente diffuso in Toscana e in Emilia-Romagna. La notorietà del nome è dovuta alla fama di Curzio Malaparte, che scrisse il romanzo La pelle.

## Onomastico
Nessun santo ha mai portato il nome Curzio, che quindi è adespota. L'onomastico può essere festeggiato il 1º novembre, in occasione di Ognissanti.

## Persone
- Quinto Curzio Rufo, storico romano

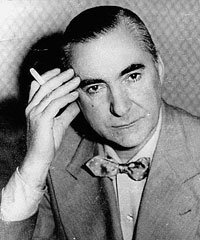
Curzio Malaparte

- Curzio da Marignolle, letterato italiano
- Curzio Gonzaga, nobile, diplomatico e scrittore italiano
- Curzio Inghirami, archeologo italiano
- Curzio Longoni, calciatore italiano
- Curzio Malaparte, scrittore, giornalista, ufficiale, poeta e saggista italiano
- Curzio Maltese, giornalista, scrittore e politico italiano
- Curzio Massart, anatomista italiano
- Curzio Origo, cardinale italiano
- Curzio Picchena, umanista italiano
- Curzio Troiano Navò, editore italiano

### Variante femminile Curzia
- Curzia Ferrari, poetessa, giornalista e scrittrice italiana